# Twin/Tone Records
A Twin/Tone Records foi uma editora discográfica americana independente.